# Pensiri Laosirikul
Pensiri Laosirikul, nata Pensiri Saelaw (in thai: เพ็ญศิริ เหล่าศิริกุล; Thung Song, 17 gennaio 1984), è un'ex sollevatrice thailandese medagliata olimpica e mondiale che ha gareggiato nelle categorie dei pesi gallo (fino a 48 kg.) e dei pesi piuma (fino a 53 kg.).

## Carriera
Pensiri Laosirikul iniziò a mettersi in evidenza durante i campionati asiatici di sollevamento pesi di Dubai 2005 (all'epoca ancora come Pensiri Saelaw), conquistando la medaglia d'oro nella categoria dei pesi gallo con 203 kg. nel totale. Lo stesso anno partecipò ai campionati mondiali di Doha, dove riuscì a vincere la medaglia d'argento con 198 kg. nel totale.
Nel 2006 Pensiri Laosirikul vinse la medaglia d'argento ai Giochi Asiatici di Doha con 192 kg. nel totale.
L'anno seguente ottenne dapprima la medaglia di bronzo ai campionati asiatici di Tai'an con 191 kg. nel totale e dopo qualche mese vinse un'altra medaglia di bronzo ai campionati mondiali di Chiang Mai con 195 kg. nel totale, dietro la cinese Chen Xiexia (214 kg.) e la connazionale Pramsiri Bunphithak (196 kg.).
Laosirikul prese parte alle Olimpiadi di Pechino 2008, terminando la propria gara al 5º posto finale con 195 kg. nel totale. Tuttavia alcuni anni dopo, a seguito di controlli più accurati, si scoprì la positività al doping della prima e seconda classificata di quella competizione olimpica, rispettivamente Chen Xiexia e la turca Sibel Özkan, con conseguente squalifica e revoca delle loro medaglie e con l'avanzamento di Pensiri Laosirikul alla medaglia di bronzo olimpica.
Nel 2009 Laosirikul vinse la medaglia di bronzo ai campionati asiatici di Taldıqorğan con 186 kg. nel totale.
L'anno successivo passò alla categoria superiore dei pesi piuma, terminando all'8º posto finale con 195 kg. nel totale ai Campionati mondiali di Antalya 2010. Subito dopo ritornò alla categoria dei pesi gallo e ottenne la medaglia d'argento ai Giochi Asiatici di Guangzhou 2010 con 192 kg. nel totale.